# Хойнув (Мазовецьке воєводство)
Хойнув (пол. Chojnów) — село в Польщі, у гміні Пясечно Пясечинського повіту Мазовецького воєводства.
Населення — 266 осіб (2011).
У 1975-1998 роках село належало до Варшавського воєводства.

## Демографія
Демографічна структура станом на 31 березня 2011 року:
|          | Загалом | Допрацездатний вік | Працездатний вік | Постпрацездатний вік |
| -------- | ------- | ------------------ | ---------------- | -------------------- |
| Чоловіки | 126     | 25                 | 85               | 16                   |
| Жінки    | 140     | 24                 | 86               | 30                   |
| Разом    | 266     | 49                 | 171              | 46                   |